# Rare (album)
A Rare vagy Bowie Rare David Bowie zenész, énekes, zeneszerző albuma, amely 1982 decemberében jelent meg.

## A számok
1. Ragazzo Solo, Ragazzo Sola – David Bowie Space Oddity című száma olaszul
2. Round and round
3. Amsterdam - Chuck Berry Around and Around szám feldolgozása
4. Holy Holy
5. Panic in Detroit
6. Young Americans
7. Velvet Goldmine
8. Helden - David Bowie Heroes című száma németül
9. John, im Only Dancind (Again) – David Bowie John, im Only Dancing című szám újrafeldolgozása, ami nagyban különbözik az eredetitől.
10. Moon of Alabama
11. Crystal Japan

## Fordítás
- Ez a szócikk részben vagy egészben  a   Rare (David Bowie album) című angol Wikipédia-szócikk ezen változatának fordításán alapul.  Az eredeti cikk szerkesztőit annak laptörténete sorolja fel. Ez a jelzés csupán a megfogalmazás eredetét és a szerzői jogokat jelzi, nem szolgál a cikkben szereplő információk forrásmegjelöléseként.